# Blahó Pál
Blahó Pál (szlovákul: Pavel Blaho vagy Pavol Blaho) (Szakolca, 1867. március 25. – Pozsony, 1927. november 29.) szlovák politikus, orvos és újságíró, a magyar országgyűlés tagja 1906 és 1918 között. A szlovák nemzetiségi mozgalom alakja.
"A mi az állami felügyeletre való hivatkozást illeti, erre csak azt mondhatom, hogy olyan szabadság, a mi az iskola felállítását és vezetését illeti mint Amerikában, sehol a világon nincs. Van ott magyar, tót, román, német, lengyel, arabs, lithván iskola, és ezeknek állami felügyelete csak abban áll, hogy egyszerűen bejelentik, hogy azt az iskolát felállítják. Én magam jelen voltam Clevelandban egy Szent László után nevezett tót parochiális iskolában, és kérdeztem a tanitótól meg a paptól, mi kell ahhoz, hogy ott iskolát felállithassanak. Azt mondták, semmi, csak egyszerűen bejelentjük, hogy azt az iskolát felállitjuk ; az állam aztán tovább nem törődik vele. Az állam részéről való felügyelet sehol sem történik oly nemtörődömséggel, mint épen Amerikában. De hol van az az ok, a melynél fogva oly könnyen és oly gyorsan elsajátítják a bevándoroltak az angol nyelvet ? Ez az amerikai viszonyokban fekszik, az ottani business-hajhászatban és különösen azokban a gazdasági előnyökben, a melyekben mindazok, a kik gyorsabban elsajátítják az angol nyelvet, azután szintén részesülnek. Ha a mi gazdasági viszonyaink jobbak lesznek, ha mi gazdagabbak leszünk, és az a román vagy tót ember érezni, vagy tudni fogja, hogy ő az által kenyérre is tesz szert, akkor nem fog kelleni ennyi paragrafus, nem fog kelleni annyi sok fegyelmi szakasz és egyáltalában ilyen törvényjavaslat, hanem akkor könnyen maguktól elsajátítják a nemzetiségek az állam nyelvét." /Részlet Blahó egyik országgyűlési felszólalásából, 1907. április 23./

## Élete
Katolikus családban született. Bécsben volt orvostanhallgató, ahol 1898-ban végzett, ezután szülővárosában dolgozott orvosként. A Hlas (Hang) című újság alapítója, mely köré zömmel fiatal szlovák értelmiségiek tömörültek. Támogatta a cseh és szlovák nemzetiségi mozgalmak közötti együttműködést.

### Politikai pályafutása

#### Magyarországon
1899-től Szakolca városi tanácsának a tagja. Az 1906-os országgyűlési választásokon gróf Wenckheim István alkotmánypárti jelöltet győzte le, és így a morvaszentjánosi kerület képviselője lett. 1910-ben újraválasztották. Az Első világháború miatt elmaradt választások következtében képviselői mandátumát 1918-ig meghosszabbították.
Több alkalommal is indítványozták, és fel is függesztették mentelmi jogát.
| Év    | Mentelmi jog felfüggesztésének indoka                                                                                           |
| ----- | --- |
| 1908. | nem jelentette be a hatóságoknak, hogy külföldi (cseh és morva) újságírókat fogad.                                              |
| 1908. | egy vasútállomáson egy "leányiskola növendékeit felelősségre vonta azért, mert magyar nyelven társalogtak."                     |
| 1908. | "osztály elleni gyűlöletre való izgatás" miatt, melynek apropója egy általa kiadott naptárban megjelent vers volt.              |
| 1911. | szintén az egyik lapjában megjelent egy cikk, mely miatt a lap ellen rágalmazás és becsületsértés vádjával feljelentést tettek. |
| 1914. | egy amerikai-szlovák újságban megjelent egy Blahó által írt cikk, melyben kritizálja az erőszakos asszimilácós törekvéseket.    |

#### Csehszlovákiában

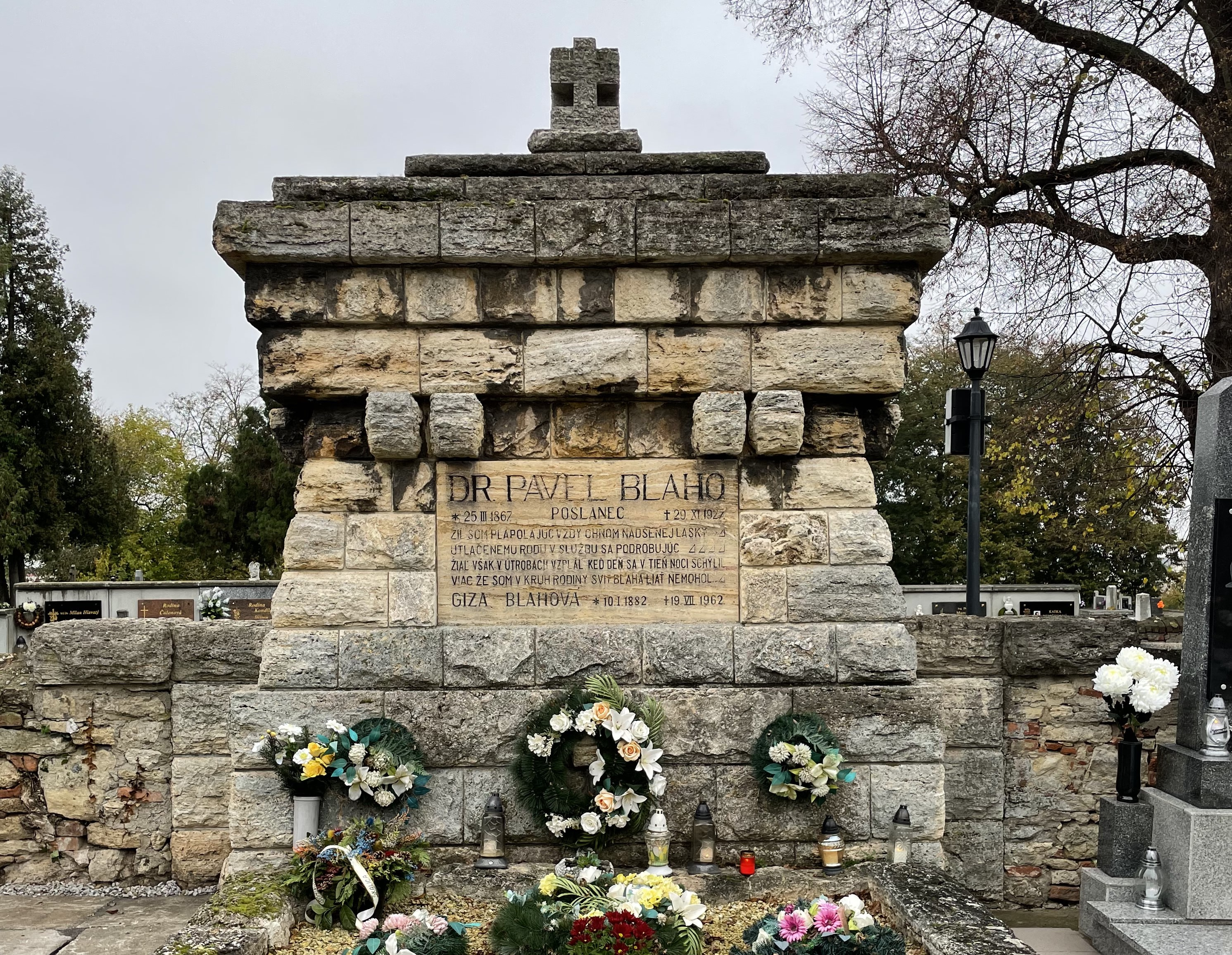
Sírja

1918-tól a Csehszlovák Forradalmi Nemzetgyűlés (Revolučním národním shromáždění) tagja. 1919-ben a későbbi Szlovák Agrárpárt elnöke lett, mely 1922-ben egyesült a Cseh Agrárpárttal. 1920-ban és 1925-ben is beválasztották a csehszlovák nemzetgyűlésbe.